# Paranevadella
Paranevadella é um gênero extinto de uma classe bem conhecida de fósseis de artrópodes marinhos, os Trilobitas. Viveram há 530-524 milhões de anos, no período Cambriano, no estágio denominado Atdabanian.